# جيرمانتاون (مقاطعة واشنطن)
جيرمانتاون، مقاطعة واشنطن (بالإنجليزية: Germantown, Washington County, Wisconsin)‏ هي بلدة تقع بولاية ويسكونسن في الولايات المتحدة. تبلغ مساحتها 4.5 (كم²)، وترتفع عن سطح البحر 284 م، بلغ عدد سكانها 278 نسمة في عام 2000 حسب إحصاء مكتب تعداد الولايات المتحدة وتصل الكثافة السكانية فيها 61.8 نسمة/كم2.

## وصلات خارجية
- http://twnofgtown.webs.com نسخة محفوظة 6 مايو 2011 على موقع واي باك مشين.
- The US50 - Cities and Towns in Wisconsin State
- Wisconsin Cities and Towns, Facts, Map, Flag, Colleges, Government, and More